# Lesenovci
Lesenovci (cyr. Лесеновци) – wieś w Serbii, w okręgu rasińskim, w gminie Aleksandrovac. W 2011 roku liczyła 151 mieszkańców.